# Krikor Cziftdżian
Krikor Cziftdżian (ur. 1969 w Bejrucie) – duchowny Apostolskiego Kościoła Ormiańskiego, od 2014 biskup Tabrizu.

## Życiorys
Święcenia kapłańskie przyjął w 1990. Sakrę biskupią otrzymał 26 kwietnia 2012 jako biskup pomocniczy Tabrizu. Od 2014 jest biskupem diecezjalnym.